# Laura Bertram
Laura Maureen Bertram, född 5 september 1978 i Toronto i Kanada, är en kanadensisk skådespelare.

## Filmografi
- Andromeda som Trance Gemini

## Fotnoter
1. ↑  Internet Movie Database, IMDb-ID: nm0078324co0047972, läst: 10 juli 2016.[källa från Wikidata]